# Giorgio Summaripa
Giorgio Summaripa (Verona, 1435 – Gradisca, 1497) è stato un poeta e giurista italiano.

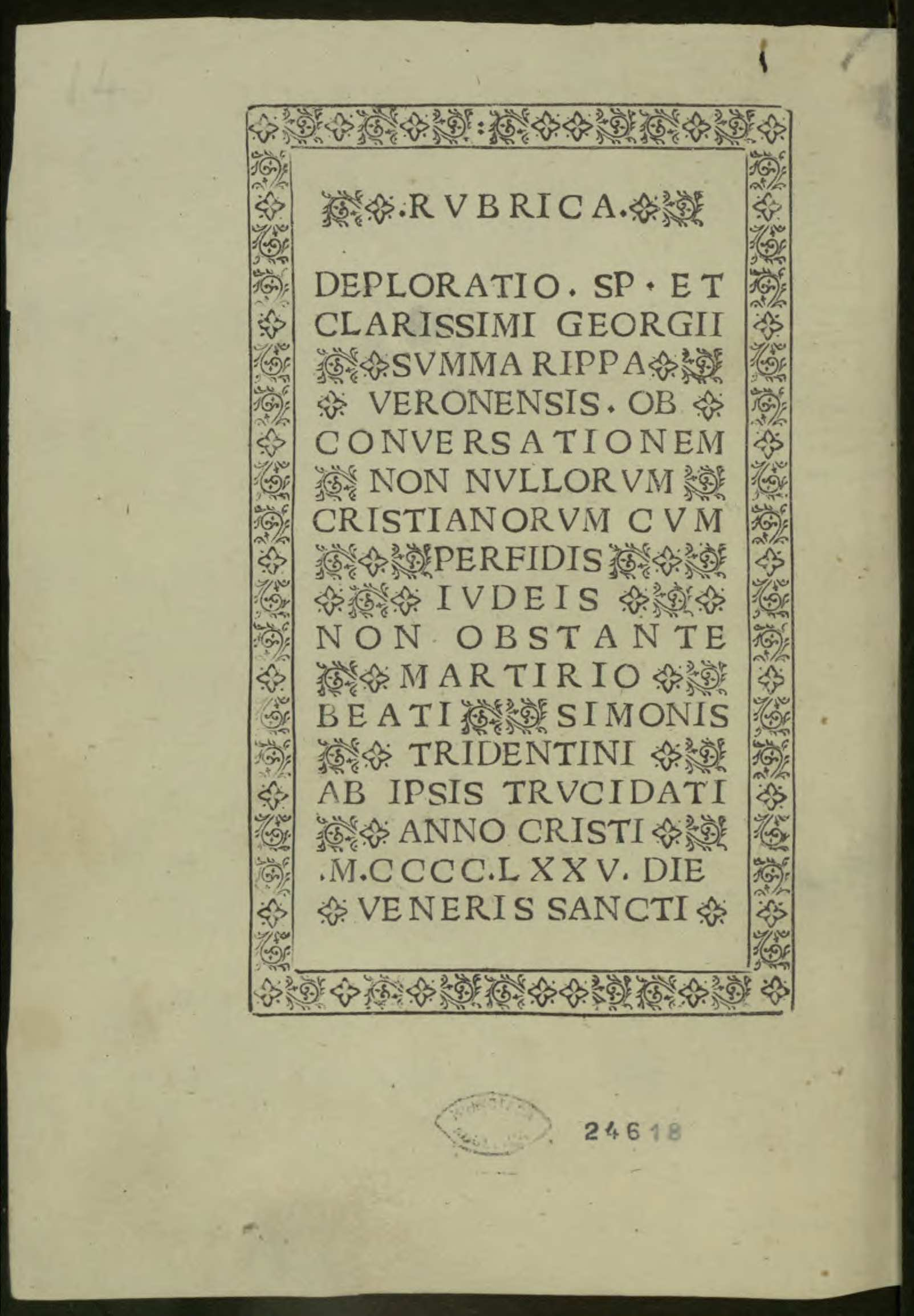
Martirio di Simone da Trento, circa 1478

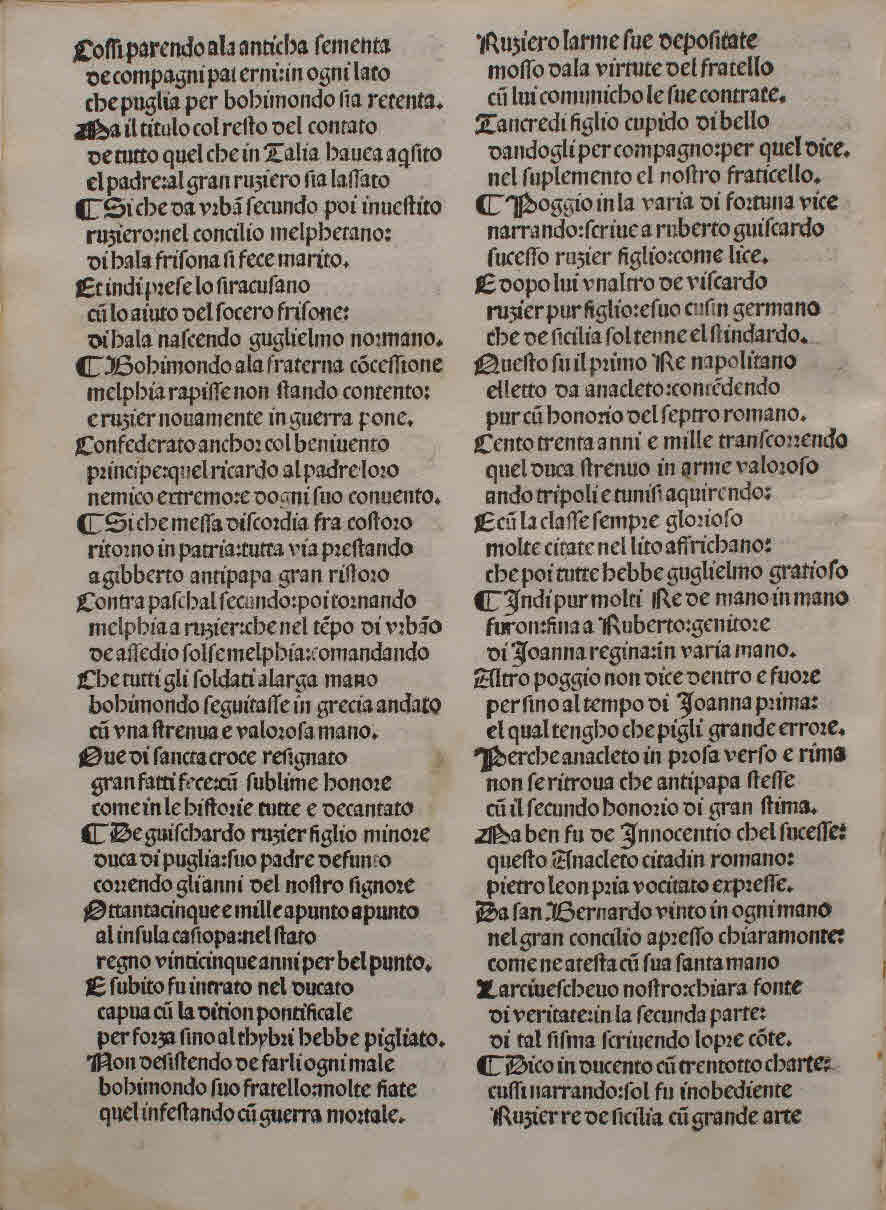
Processo contro il re di Francia, 1495

Nobile e letterato, fu membro del Consiglio dei cinquanta e governatore di Verona a Gradisca.

## Opere
- Giorgio Summaripa, Martirio Simone da Trento, Verona, Giovanni Alvise, Alberto Alvise, 1478. URL consultato il 22 aprile 2015.
- Giorgio Summaripa, Martyrium Sebastiani novelli [i.e. Simonis pueris], Tarvisii impressum, quidem est opus mira arte et diligentia Bernardini Celerii de Luere, 1480. URL consultato il 22 aprile 2015.
- Giorgio Summaripa, Breve apostolico di Alessandro 6. che illustra Agostino Barbarigo, Venezia, Cristoforo De Bottis, 1495. URL consultato il 22 aprile 2015.
- Giorgio Summaripa, In Gallos exhortatio, Venezia, Simone Bevilacqua, 1495. URL consultato il 22 aprile 2015.
- Giorgio Summaripa, Processo contro il re di Francia, Venezia, Cristoforo De Bottis, 1495. URL consultato il 22 aprile 2015.
- Giorgio Summaripa, Chronica vulgare in terza rima de le cose geste nel Regno Napoletano, Nel alma citate de Vinesia, fo impressa per me Christoforo Cremonese, 1496. URL consultato il 22 aprile 2015.